# جيمس ر. سبنسر
جيمس ر. سبنسر (بالإنجليزية: James R. Spencer) هو قاضي ومحامي أمريكي، ولد في 1949 في فلورنس في الولايات المتحدة.